# George Carew
George Carew, I Conde de Totnes (29 de mayo de 1555-27 de marzo de 1629) fue un político y militar inglés que sirvió bajo la reina Isabel I de Inglaterra durante la Reconquista Tudor de Irlanda, ocupando la presidencia de Munster.

## Primeros años
Carew era hijo del Dr. George Carew, diácono de Windsor y miembro de una conocida familia de Devonshire, y Anne, hija de Sir Nicholas Harvey. Asistió al Pembroke College de Oxford entre 1564 y 1573 y donde recibió el título honorífico de Maestro de Arte en 1589.
En 1574, Carew llegó a Irlanda de la mano de su tío, el controvertido Sir Peter Carew y se alistó voluntario en el ejército del Lord Diputado Sir Henry Sidney en el que permaneció un año. En 1576 ocupó el puesto de capital de la guarnición de Leighlin por unos meses, durante la ausencia de su hermano Peter, y fue nombrado teniente gobernador de Carlos y vicecondestable del Castillo de Leighin. En 1577 le fue otorgada una pequeña pensión por su valiente y exitoso ataque al rebelde Rory Oge O'More, cuyas fuerzas habían amenazado el castillo.

## Promoción
En 1578, Carew fue nombrado capitán de la marina real, emprendiendo un viaje con Sir Humphrey Gilbert. Entre 1579 y 1580 mandó un regimiento de infantería irlandesa y posteriormente otro de caballería durante las rebeliones de Baltinglass y Desmond. Tras la muerte de su hermano en la batalla de Glenmalure -en la que no había participado por intervención de su tío Jacques Wingfield- fue nombrado condestable del Castillo Leighlin. Poco después, ejecutó personalmente a varios sospechosos de la muerte de su hermano, por lo que fue censurado por el gobierno.
Carew resultaba del agrado de la reina y de su principal secretario, Sir Lord Burghley, así como del hijo de este y futuro secretario Robert Cecil, conde de Salisbury. En 1582 fue nombrado pensionero de la reina y en 1583 sheriff de Carlow. Fue ordenado caballero el 24 de febrero de 1586 por su amigo Sir John Perrot, nombrado recientemente Lord Diputado. Ese mismo año viajó a Londres donde trató asuntos del gobierno de Irlanda. Rechazó el puesto de embajador en Francia y regresó a Irlanda en 1588 para convertirse en Señor de Ordenanzas (puesto al que renunciaría al ser nombrado Teniente General de Ordenzas en Inglaterra seis años después). Estuvo presente cuando William FitzWilliam se enfrentó al motín de los regimientos de Sir John Norreys en Dublín, y fue nombrado miembro del consejo el 25 de agosto de 1590.
En mayo de 1596, Carew formó parte de la expedición a Cádiz dirigida por Robert Devereux, II conde de Essex, y en 1597 de la expedición a las Azores. Por esta época, Carew era miembro del parlamento por Queenborough. En 1598 pasó una temporada en Francia como embajador en la corte de Enrique IV en compañía de Robert Cecil. Recibió el cargo de tesorero de guerra durante la Campaña de Essex en Irlanda en marzo de 1599 y, tras la repentina partida del último en septiembre de ese mismo año, Carew fue nombrado Justicia.

## Presidente de Munster
El 27 de enero de 1600, Carew fue nombrado Presidente de Munster durante el apogeo de la Guerra de los Nueve Años, y desembarcó en Howth Head junto a Lord Mountjoy un mes después. Fue investido con amplios poderes, incluyendo la facultad de aplicar la ley marcial y destacó en la aplicación de la política del divide y vencerás. Se entrevistó con Florence MacCarthy, sucesor del Conde de Clancarty la primavera de ese año, justo después de un ataque inglés contra las tierras de MacCarthy producido antes de su llegada. Estuvo presente como huésped cuando el conde de Ormonde fue secuestrado por el clan O'More durante un parlamento el mismo año, y consiguió escapar junto al conde de Thomond. Por esta época consiguió derrotar a los partidarios del Súgán conde de Desmond, y en octubre se restituyó a James FitzFerald, el heredero legal, el título y las tierras. En agosto, Carew había recibido un refuerzo de 3.000 hombres, 1.000 de los cuales partieron con Mountjoy hacia el Ulster en mayo del año siguiente, dejando a Carew debilitado frente a un eventual desembarco español en el sur.
Aunque había perdido la confianza de Essex debido a sus simpatías con los Cecil -Essex había presionado para que fuera enviado a Irlanda para alejarle de la corte- Mountjoy agradeció el apoyo de Carew. Cecil trató de recuperarlo del servicio en Irlanda y trató de que Mountjoy recomendara el traslado. Pero Carew permaneció en Irlanda y, aunque no logró interceptar la marcha de Red Hugh O'Donnell hacia el sur para ayudar a los españoles sitiados en Kinsale en el invierno de 1601, prestó importantes servicios antes y después de la batalla, atacando las fortalezas de la región para evitar que los españoles pudieran encontrar apoyos. Durante esta campaña arrasó indistintamente a rebeldes y población civil, y su actuación durante el sitio de Dunboy, uno de los últimos enfrentamientos de la guerra, fue despiadada.
Carew se convirtió en un personaje impopular entre los Ingleses Viejos, especialmente por su oposición a los privilegios disfrutados por los municipios por fuero real.

## Últimos años
Tras la pacificación, Carew buscó volver a Inglaterra, con la salud debilitada y afectado por las preocupaciones de su puesto. Pero fue sólo tras la renunción de Mountjoy como Lord Diputado cuando se le autorizó a regresar, siendo relevado de su cargo como presidente de Munster. Bajo el rey Jacobo I fue nombrado vicechambelán de la reina, en 1608 Señor de la Ordenanza, y Consejero del Reino en 1616. Tras la coronación de Carlos I en 1626 se convirtió en tesorero de la reina Enriqueta
En 1610 Carew visitó Irlanda para elaborar un informe sobre la colonización del Ulster y comprobó la rápida recuperación del país. Sugirió la creación de nuevas poblaciones en el norte para asegurar una mayoría Protestante, sugerencia que fue aceptada en 1613. En 1618 intercedió ante la corona en favor de Sir Walter Raleigh, del que había sido íntimo amigo durante 30 años.
Carew representó a Hastings en el Parlamento de Inglaterra de 1604 y fue nombrado Baron Carew de Clopton en junio de 1605. Finalmente, recibió el título de conde de Totnes el 5 de febrero de 1626. Falleció tres años después, en 1629.